# БКС
БКС – Блок комутатор-стабилизатор (lang-ru|Блок коммутатор-стабилизатор}}) е електронно устройство, използвано в някои модели съветски и руски мотоциклети и мотопеди. Самото устройство обединява в себе си функциите на стабилизиращо и искроподаващо устройство (то изпраща електрическо напрежение към високоволтовия трансформатор (бобина)). БКС обезпечава захранването на всички електрически системи в превозното средство като регулира мощността, големината и напрежението на електрическия ток.